# Chironomus paraalbidus
Chironomus paraalbidus är en tvåvingeart som beskrevs av Polukonova, Belyanina och Zinchenko 2005. Chironomus paraalbidus ingår i släktet Chironomus och familjen fjädermyggor. Inga underarter finns listade i Catalogue of Life.